# Angel Band
Angel Band es el decimocuarto álbum de estudio de la cantante estadounidense Emmylou Harris, publicado por la compañía discográfica Warner Bros. Records en julio de 1987. El álbum es una colección de canciones gospel grabado en directo con una banda compuesta por Vince Gill (mandolina), Carl Jackson (guitarras) y Emory Gordy Jr. (bajo y coros). Jerry Douglas (dobro) y Mark O'Connor (violín) sobregrabaron varios instrumentos en algunas canciones. Angel Band alcanzó el puesto 23 en la lista de álbumes country y el 166 en la lista general Billboard 200.

## Lista de canciones
1. "Where Could I Go But to the Lord" (J.B. Coats) – 3:31
2. "Angel Band" (Tradicional/arr. Emmylou Harris) – 3:03
3. "If I Be Lifted Up" (Tradicional/arr. Emmylou Harris) – 2:44
4. "Precious Memories" (Tradicional/arr. Emmylou Harris) – 4:30
5. "Bright Morning Stars" (Tradicional/arr. Emmylou Harris) – 2:33
6. "When He Calls" (Paul Kennerley) – 2:42
7. "We Shall Rise" (Tradicional/arr. Emmylou Harris) – 2:12
8. "Drifting Too Far" (Tradicional/arr. Emmylou Harris) – 4:47
9. "Who Will Sing for Me?" (Ralph Stanley/Carter Stanley) – 2:32
10. "Someday My Ship Will Sail" (Allen Reynolds) – 2:26
11. "The Other Side of Life" (Alan O'Bryant) – 2:36
12. "When They Ring Those Golden Bells" (Tradicional/arr. Emory Gordy, Jr. y Patty Loveless) – 3:13

## Personal
- Emmylou Harris – guitarra acústica y voz.
- Mike Auldridge – dobro.
- Jerry Douglas – dobro.
- Vince Gill – guitarra acústica, mandolina y voz.
- Emory Gordy, Jr. – guitarra acústica, bajo.
- Carl Jackson – guitarra acústica y coros.
- Mark O'Connor – violín, viola y mandolina.

## Posición en listas
| País           | Lista          | Posición |
| -------------- | -------------- | -------- |
| Estados Unidos | Billboard 200  | 166      |
| Estados Unidos | Country Albums | 23       |